# Seirocastnia schausi
Seirocastnia schausi là một loài bướm đêm trong họ Noctuidae.